# La Forêt-sur-Sèvre
La Forêt-sur-Sèvre is een gemeente in het Franse departement Deux-Sèvres (regio Nouvelle-Aquitaine) en telt 2267 inwoners (2005). De plaats maakt deel uit van het arrondissement Bressuire.

## Geografie
De oppervlakte van La Forêt-sur-Sèvre bedraagt 55,7 km², de bevolkingsdichtheid is 40,7 inwoners per km².
De onderstaande kaart toont de ligging van La Forêt-sur-Sèvre met de belangrijkste infrastructuur en aangrenzende gemeenten.

## Demografie
Onderstaande figuur toont het verloop van het inwonertal (bron: INSEE-tellingen).